# Клокотница (Добој Исток)
Клокотница је насељено мјесто у Босни и Херцеговини, у општини Добој Исток, које административно припада Федерацији Босне и Херцеговине. Према попису становништва из 1991. у насељу је живјело 3.989 становника. Према подацима пописа становништва 2013. године, у Клокотници је пописано 4.874 лица.

## Историја
Село се до рата налазило у саставу бивше општине Добој.

## Становништво
|                      | 2013.          | 1991.           | 1981.           | 1971.           |
| Укупно               | 4 874 (100,0%) | 3 989 (100,0%)  | 3 605 (100,0%)  | 3 138 (100,0%)  |
| Бошњаци              | 4 526 (92,86%) | 3 927 (98,45%)1 | 3 495 (96,95%)1 | 3 090 (98,47%)1 |
| Непознато            | 273 (5,601%)   | –               | –               | –               |
| Босанци              | 18 (0,369%)    | –               | –               | –               |
| Хрвати               | 15 (0,308%)    | 2 (0,050%)      | 2 (0,055%)      | 1 (0,032%)      |
| Срби                 | 10 (0,205%)    | 18 (0,451%)     | 8 (0,222%)      | 33 (1,052%)     |
| Муслимани            | 9 (0,185%)     | –               | –               | –               |
| Босанци и Херцеговци | 8 (0,164%)     | –               | –               | –               |
| Неизјашњени          | 8 (0,164%)     | –               | –               | –               |
| Остали               | 6 (0,123%)     | 20 (0,501%)     | 12 (0,333%)     | 10 (0,319%)     |
| Роми                 | 1 (0,021%)     | –               | –               | –               |
| Југословени          | –              | 22 (0,552%)     | 82 (2,275%)     | 1 (0,032%)      |
| Црногорци            | –              | –               | 5 (0,139%)      | –               |
| Албанци              | –              | –               | 1 (0,028%)      | 3 (0,096%)      |

1. 1 На пописима од 1971. до 1991. Бошњаци су пописивани углавном као Муслимани.